# Người Briton Celt

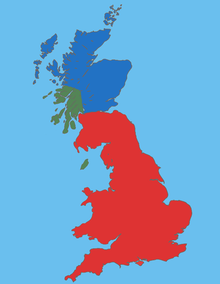
Đảo Anh vào khoảng đầu giữa thiên niên kỷ 1, trước khi thành lập các vương quốc Anglo-Saxon.
Khu vực chủ yếu nói tiếng Briton
Khu vực chủ yếu nói tiếng Pict
Khu vực chủ yếu nói tiếng Gael

Briton là một nhóm người Celt cổ đã từng sống tại Đảo Anh từ thời đại đồ sắt qua thời kỳ Đế chế La Mã và La Mã hóa. Họ nói một ngôn ngữ hiện giờ được gọi là Cổ Briton. Bằng chứng sớm nhất về sự tồn tại của người Briton và ngôn ngữ của họ dựa trên các nguồn sử liệu có niên đại từ thời đại đồ sắt. Sau cuộc chinh phục Britannia của La Mã vào thế kỷ 1, nổi lên một nền văn hóa La-Anh, và tiếng Latinh cùng thứ tiếng Latinh gốc Anh cùng tồn tại với tiếng Briton. Suốt và sau thời kỳ La Mã hóa, người Briton sống trên khắp nước Anh về phía nam Vịnh Forth. Mối quan hệ của họ với người Pict, giống dân sống ở phía bắc Vịnh Forth, một thời từng là đề tài của nhiều cuộc thảo luận, dù hầu hết giới học giả đều chấp nhận rằng ngôn ngữ của người Pict có liên quan tới thứ tiếng Cổ Briton.
Chính sự khởi đầu việc định cư của người Anglo-Saxon vào thế kỷ 5, nền văn hóa và ngôn ngữ của người Briton dần bị phân rã và nhiều vùng lãnh thổ của họ bị người Anglo-Saxon chiếm mất. Mức độ từ sự thay đổi văn hóa và ngôn ngữ này gắn liền với những thay đổi về việc buôn bán trong cư dân vẫn còn là vấn đề của những cuộc thảo luận hiện nay. Trong thời gian này một số người Briton đã di cư sang châu Âu lục địa và thành lập các khu định cư quan trọng ở Bretagne (nay là một phần của nước Pháp) cũng như Britonia ở khu vực nay là Galicia, Tây Ban Nha. Đến thế kỷ 11, thành phần dân cư nói tiếng Celt còn lại đã tách thành các nhóm riêng biệt: người Wales xứ Wales, Người Cornwall miền Cornwall, người Breton ở Bretagne, và người dân vùng Hen Ogledd ("Bắc Cổ") ở miền nam Scotland và miền bắc nước Anh. Tiếng Cổ Briton đã phát triển thành các thứ tiếng Briton riêng biệt: Wales, Cumbria, Cornwall và Breton.

## Tên gọi

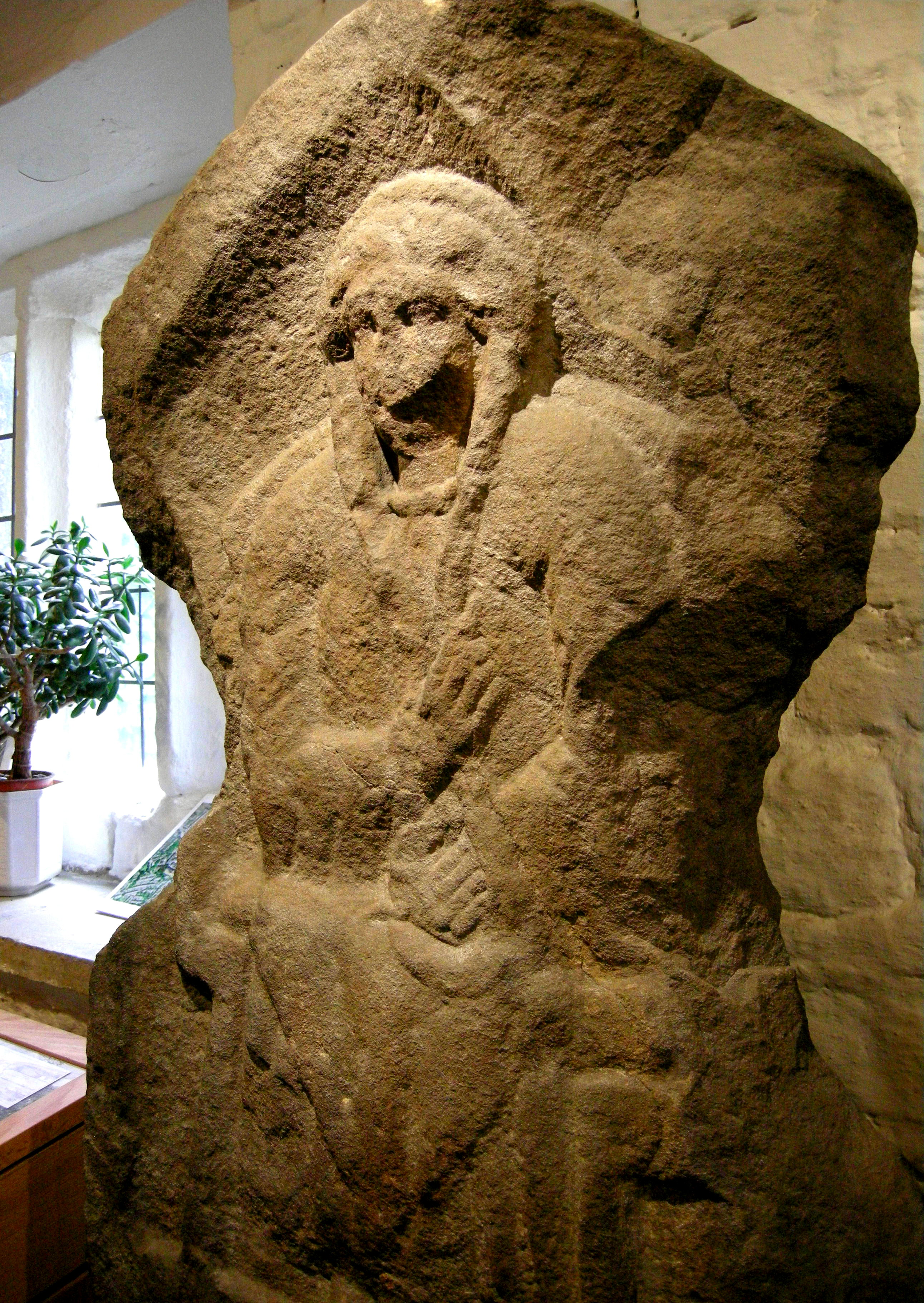
Bức phù điêu bằng đá sa thạch hình người phụ nữ La Mã gốc Anh

Nguồn tài liệu tham khảo được biết đến sớm nhất về cư dân nước Anh xem chừng bắt nguồn từ những bản chép tay trong cuộc hành trình của Pytheas, một nhà địa lý Hy Lạp đã thực hiện một chuyến thăm dò quanh quần đảo Anh khoảng từ năm 330 đến 320 TCN. Dù một trong số tác phẩm của ông chẳng còn lại bao nhiêu, các nhà văn trong thời kỳ Đế chế La Mã hầu như đều có xem qua. Pytheas gọi chung quần đảo này là ἁι Βρεττανιαι (hai Brettaniai), được dịch thành Quần đảo Brittania, và các dân tộc trên quần đảo Prettanike này được gọi là Πρεττανοί (Prettanoi), Priteni, Pritani hoặc Pretani. Nhóm này bao gồm Ireland, thường gọi bằng cái tên Ierne (Insula sacra "hòn đảo thiêng liêng" như người Hy Lạp diễn tả) "nơi sinh sống của chủng tộc Hiberni" (gens hiernorum), và đảo Anh gọi là insula Albionum, "hòn đảo của người Albion". Thuật ngữ Pritani có thể là do Pytheas góp nhặt từ người Gaul sử dụng theo ngôn ngữ của họ để gọi tên cư dân của hòn đảo này.
Biên niên sử Anglo-Saxon mà ban đầu được biên soạn theo lệnh của vua Alfred Đại đế vào khoảng năm 890, và về sau được các thế hệ những nhà sao chép vô danh gìn giữ và bổ sung dần cho đến giữa thế kỷ 12, bắt đầu bằng câu: "Đảo Anh dài 800 dặm và rộng tới 200 dặm và có đến năm dân tộc trên đảo: Anh, Wales, Scot, Pict và Latinh. Những cư dân đầu tiên là người Briton xuất xứ từ Armenia và lần đầu tiên cư trú tại miền nam nước Anh." ("Armenia" có thể là sự phiên âm nhầm lẫn của Armorica, một khu vực vùng Tây Bắc xứ Gaul.)
Tên gọi Latinh vào đầu thời kỳ Đế chế La Mã là Britanni hoặc Brittanni, sau cuộc chinh phục của quân đội La Mã vào năm 43 SCN. Từ tiếng Wales Brython được John Rhys đưa vào sử dụng trong tiếng Anh năm 1884 như một thuật ngữ rõ ràng để chỉ những người nói tiếng P-Celt trên Đảo Anh, nhằm bổ sung cho Goidel; do đó tính từ Brythonic đề cập đến nhóm ngôn ngữ này. "Các ngôn ngữ Briton" được đặt ra gần đây nhiều hơn (được chứng nhận lần đầu tiên năm 1923 theo quyển từ điển Oxford English Dictionary) nhằm mục đích gợi nhớ đến người Briton thời cổ đại một cách riêng biệt.

## Ngôn ngữ

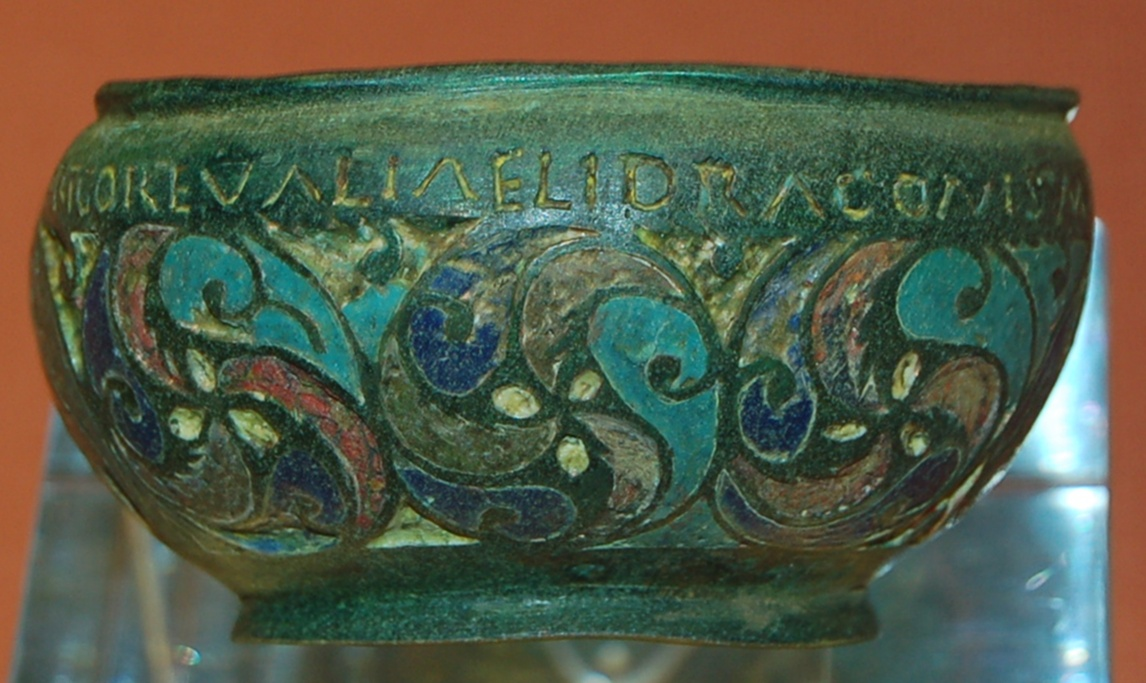
Cái Nồi Moorland Staffordshire

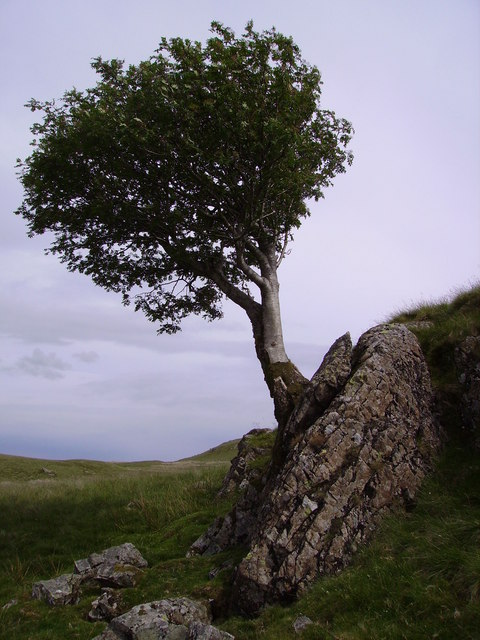
Một cây thanh lương trà được người Briton thời cổ đại coi là có phép màu kỳ diệu.

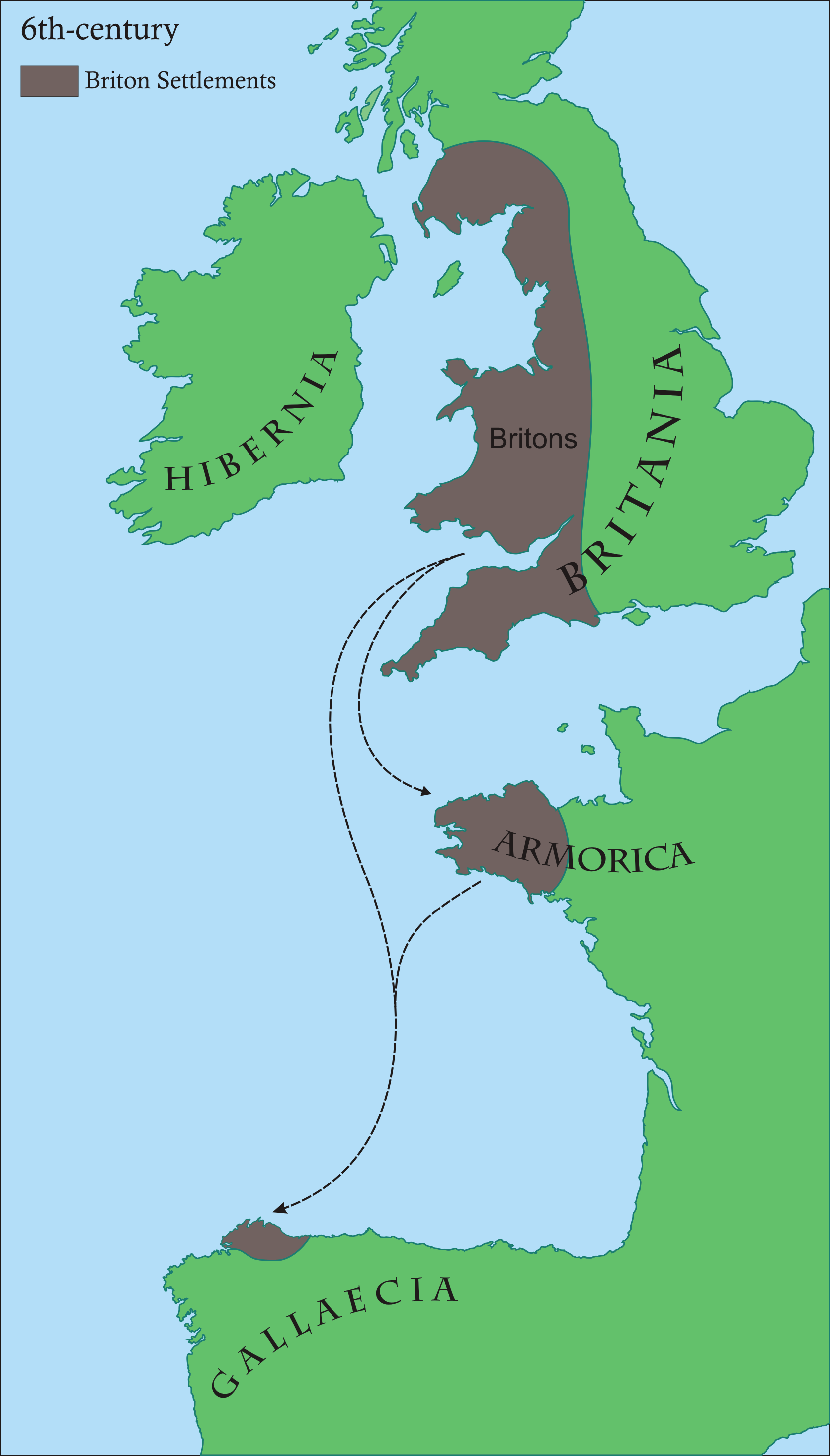
Người Briton di cư về phía tây trong giai đoạn Người Anglo-Saxon định cư ở Anh

Người Briton nói một thứ tiếng Celt hải đảo được gọi là tiếng Cổ Briton. Ngôn ngữ này được người dân nói khắp đảo Anh. Theo truyền thuyết lịch sử thời kỳ đầu Trung cổ, chẳng hạn như Giấc mơ của Macsen Wledig, những người nói tiếng Celt thời hậu La Mã của Armorica đều là dân thuộc địa đến từ đảo Anh, kết quả là tiếng Breton, một thứ ngôn ngữ có liên quan đến tiếng Wales và giống hệt tiếng Cornwall trong giai đoạn đầu và vẫn được sử dụng đến nay. Do vậy mà khu vực đó hiện nay được gọi là Brittany (Br. Breizh, Fr. Bretagne, bắt nguồn từ Britannia).
Tiếng Cổ Briton được phát triển từ nhánh đảo của thứ tiếng Celt nguyên thủy đã phát triển tại quần đảo Anh sau khi đến từ châu lục này. Ngôn ngữ này cuối cùng bắt đầu trở nên khác biệt, một số nhà ngôn ngữ học đã phân loại quá trình phát triển tiếp theo thành các thứ tiếng Tây và Tây Nam Briton. Tây Briton thì phát triển thành tiếng Wales ở xứ Wales và tiếng Cumbria ở vùng Hen Ogledd hoặc miền "Bắc Cổ" nước Anh, trong khi phương ngữ Tây Nam trở thành tiếng Cornwall ở Cornwall và Tây Nam nước Anh và tiếng Breton ở Armorica. Tiếng Wales và Breton vẫn còn tồn tại đến ngày nay; Cumbria đã bị mai một vào thế kỷ 12. Cornwall cũng bị mai một vào thế kỷ 19 nhưng đã là một ngôn ngữ phục hồi từ thế kỷ 20.

## Khảo cổ học và nghệ thuật
Các ý tưởng về sự phát triển nền văn hóa nước Anh thời đại đồ sắt đã thay đổi một cách phi thường trong thế kỷ 20, và vẫn còn đang trong quá trình phát triển. Nhìn chung sự giao lưu văn hóa có xu hướng thay thế di cư từ châu lục được coi là lời giải thích cho những thay đổi, mặc dù đồ gốm Aylesford-Swarling và nền văn hóa Arras miền Yorkshire là những ví dụ của sự phát triển vẫn được cho là có liên quan đến di cư.
Dù phong cách La Tène định nghĩa những gì được gọi là nghệ thuật Celt trong thời đại đồ sắt, vốn đã muộn màng khi đặt chân lên đất Anh, sau năm 300 TCN, người Anh cổ thời đại dường như đã có tập quán văn hóa nhìn chung có nét tương tự như các nền văn hóa Celt gần họ nhất trên lục địa. Có sự khác biệt đáng kể trong phong cách nghệ thuật, và khoảng thời gian lớn nhất của những gì được gọi là phong cách "Đảo La Tène", còn sót lại chủ yếu bằng đồ kim khí trong thế kỷ này hoặc lâu hơn trước cả cuộc chinh phục của La Mã, và có lẽ những thập kỷ sau đó. Đến thời điểm này phong cách Celt có vẻ như đã bị suy giảm ở lục địa châu Âu, ngay trước khi quân La Mã xâm lược đảo Anh.
Một làn sóng ngầm ảnh hưởng Anh được tìm thấy trong một số đồ tạo tác từ thời kỳ La Mã, đơn cử như cái Nồi Moorland Staffordshire và nó xuất hiện từ chỗ này rồi băng qua Ireland vào thời kỳ La Mã và hậu La Mã, nghĩa là yếu tố "Celt" bắt nguồn từ nghệ thuật đảo quốc đầu thời Trung cổ.

## Lãnh thổ
Trong suốt sự tồn tại của họ, lãnh thổ sinh sống của người Briton gồm có nhiều khu vực luôn thay đổi nằm dưới quyền kiểm soát của các bộ tộc. Phạm vi lãnh thổ của họ trước và trong thời kỳ La Mã vẫn còn mơ hồ, nhưng đa số đều tin rằng bao gồm toàn bộ đảo Anh, xa đến tận miền bắc eo biển Clyde-Forth. Vùng lãnh thổ miền bắc này phần lớn là nơi sinh sống của người Pict; ít bằng chứng trực tiếp về sự tách rời của tiếng Pict, nhưng địa danh và tên cá nhân Pict được ghi lại trong biên niên sử Ireland cho thấy nó có liên quan đến thứ tiếng Cổ Briton; quả thực cái tên Goidelic bằng tiếng Ireland của họ là Cruithne lại có cùng nguồn gốc với Priteni trong tiếng Brython. Một phần vùng lãnh địa của người Pict cuối cùng đã bị hấp thụ vào bên trong vương quốc Dál Riata của người Gael. Đảo Man ban đầu cũng là nơi sinh sống của người Briton nhưng sau cùng nó trở thành lãnh thổ của người Gael. 
Năm 43 sau Công nguyên, Đế chế La Mã chính thức khởi binh xâm chiếm Britannia. Các bộ tộc bản xứ ban đầu ra sức chống đối các đạo quân lê dương La Mã, nhưng tới năm 84 người La Mã quyết tâm chinh phục miền nam nước Anh và đã đánh tràn vào vùng mà nay là miền nam Scotland. Năm 122 họ cho củng cố tuyến biên giới phía Bắc bằng dãy tường thành Hadrian kéo dài nguyên cả khu vực mà ngày nay là miền Bắc nước Anh. Năm 142 quân La Mã lại đánh tràn lên phía bắc một lần nữa và bắt đầu xây dựng tường thành Antonine, chạy dọc giữa eo biển Forth-Clyde, nhưng họ rút lui trở lại tường thành Hadrian chỉ sau hai mươi năm. Mặc dù người Briton bản địa phần lớn đều giữ được đất đai của mình đổi lại họ bị lệ thuộc vào các thống đốc La Mã. Đế chế La Mã vẫn giữ được quyền kiểm soát "Britannia" cho đến khi triệt thoái vào khoảng năm 410.
Trong khoảng thời gian quân La Mã rời khỏi đảo, người Anglo-Saxon nói tiếng Germa bắt đầu cuộc di cư đến bờ biển phía Đông của nước Anh, nơi họ thành lập các vương quốc của riêng mình. Cuối cùng, ngôn ngữ Brython tại các khu vực này đã được thay thế bằng tiếng Cổ Anh của người Anglo-Saxon. Đồng thời, một số người Briton đã tự thiết lập chỗ dựa của họ ở vùng ngày nay gọi là Brittany. Tại đây, họ dựng lên các vương quốc nhỏ của riêng mình và tiếng Breton được phát triển từ thứ tiếng Celt đậm chất đảo quốc hơn là tiếng Gaul. Họ còn giữ được quyền kiểm soát xứ Cornwall và Tây Bắc nước Anh mà những vương quốc như Dumnonia và Rheged đã tồn tại trong một thời gian. Một thuộc địa xa xôi khác nữa là Britonia được thành lập tại Gallaecia ở phía tây bắc xứ Hispania. Đến cuối thiên niên kỷ 1, người Anglo-Saxon và Gael đã chinh phục hầu hết lãnh địa Briton ở Anh và ngôn ngữ cùng văn hóa của người Briton bản địa phần lớn đều bị hủy bỏ, chỉ còn lại duy nhất ở xứ Wales, Cornwall, vùng miền xứ Cumbria và Đông Galloway.

## Nhân vật Briton
- Vua Arthur – nhà lãnh đạo chiến tranh người La Mã gốc Anh gây tranh cãi trong lịch sử.
- Ambrosius Aurelianus (Emrys Wledig) - nhà lãnh đạo chiến tranh người La Mã gốc Anh.
- Boudica – Nữ hoàng dân Iceni, người đứng đầu cuộc nổi dậy bất thành chống lại sự chiếm đóng của quân La Mã vào năm 60 SCN.
- Bonosus - tướng lĩnh và kẻ đòi ngôi người La Mã gốc Anh vào năm 280 SCN.
- Cadwallon ap Cadfan - Vua xứ Gwynedd, chiến đấu chống lại người Anglo-Saxon.
- Caratacus – nhà lãnh đạo một cuộc phòng ngự chống lại cuộc chinh phục Britannia của La Mã.
- Cartimandua – Nữ hoàng của người Brigante trong và sau cuộc xâm lược của quân La Mã.
- Cassivellaunus – nhà lãnh đạo một cuộc phòng ngự chống lại chuyến viễn chinh Britannia lần thứ hai của Julius Caesar vào năm 54 TCN.
- Conan Meriadoc - người sáng lập huyền thoại xứ Bretagne.
- Coel Hen - "Vua Già Cole" trong những vần thơ thiếu nhi nổi tiếng.
- Cogidubnus – vị vua Briton của một xứ lệ thuộc, sau thành công dân La Mã và được trao tặng Cung điện La Mã Fishbourne.
- Commius – Vua xứ Belgic trong lịch sử của người Atrebates, lúc đầu ở Gaul, sau chuyển sang Britannia, trong suốt thế kỷ 1 TCN.
- Cunedda – vị vua hậu La Mã và là tổ tiên của Vương quốc Gwynedd.
- Cunobelinus – vị vua trong lịch sử miền nam nước Anh giữa đợt xâm lăng đầu tiên và thứ hai của quân La Mã, nắm quyền cai trị từ thành Camulodunon (nay là Colchester). Được sử gia Suetonius gọi bằng danh hiệu "Vua của người Briton". Làm nền tảng cho vở kịch Cymbeline của Shakespeare.[13]
- Gratianus - một quý tộc người La Mã gốc Anh và là kẻ cướp ngôi hoàng đế vào năm 407.
- Vua Lot - ông nội của St Kentigern, và vị vua cùng tên xứ Lothian.
- Mailoc - Giám mục xứ Britonia (Galicia) vào thế kỷ 6.
- Marcus Cunomorus - Vua Mark xứ Cornwall và Bretagne.
- Thánh Patrick - người Briton-La Mã và là nhà truyền đạo Thiên Chúa giáo, vị thánh bảo trợ được đa số công nhận của xứ Ireland hặc các Tông đồ Ireland.
- Pelagius – một tu sĩ và nhà thần học Kitô giáo, mà tư tưởng được gắn nhãn dị giáo vào cuối đời.
- Prasutagus – chồng của Boudica.
- Togodumnus – nhà lãnh đạo sự phòng ngự chống lại cuộc chinh phục Britannia của La Mã.
- Urien – Vua xứ Rheged (nay là Lancashire và Cumbria).
- Vortigern – lãnh chúa và vua trong thế kỷ 5. Nổi tiếng với lời mời người Jutes đến Kent.